# Feyzin
Feyzin ist eine französische Gemeinde mit 9.727 Einwohnern (Stand 1. Januar 2022) in der Métropole de Lyon in der Region Auvergne-Rhône-Alpes. Die Einwohner nennen sich Feyzinois.
Feyzin liegt zehn Kilometer südlich von Lyon an der Rhône und ist eine Partnerstadt Laupheims.

## Bevölkerungsentwicklung
| Jahr                       | 1962 | 1968 | 1975 | 1982 | 1990 | 1999 | 2006 | 2016 |
| Einwohner                  | 3325 | 5604 | 7346 | 7753 | 8520 | 8469 | 9531 | 9879 |
| Quellen: Cassini und INSEE |      |      |      |      |      |      |      |      |

Mit 9.727 Einwohnern  gehört Feyzin eher zu den größeren Gemeinden des Départements Rhône. Als Teil der Agglomeration von Lyon wuchs die Gemeinde bevölkerungsmäßig vor allem in den 1960er Jahren sehr stark an. In den 1980er und 1990er Jahren verlangsamte sich das Bevölkerungswachstum.

## Raffinerie
In Feyzin arbeitet eine der großen europäischen Raffinerien der Unternehmensgruppe TotalEnergies. 1966 ereignete sich dort ein schwerer Unfall. Propan-Gas entwich aus einem Leck und wurde durch Funkenwurf eines vorüberfahrenden Fahrzeuges entzündet. Mehrere Propan-Tanks explodierten in Folge. Dieses Unglück galt als das erste größere industrielle Nachkriegsunglück in Frankreich und der Begriff des BLEVE (Boiling Liquid Expanding Vapour Explosion), eine Gasexplosion einer expandierenden siedenden Flüssigkeit, etablierte sich in der französischen Presse. Es gab 18 Todesopfer, zum großen Teil Feuerwehrleute.
|  |  |

## Sehenswertes
- Das Fort de Feyzin ist eine militärische Einrichtung aus der 2. Hälfte des 19. Jahrhunderts. Es wurde zwischen 1875 und 1877 als Verteidigungsanlage als ein Glied in der Kette mehrerer Forts im Großraum Lyon errichtet. Genutzt wurde es 120 Jahre lang als Garnisonsstandort. Die Gemeinde Feyzin übernahm das Gebäude 2003 und nutzt es nun touristisch zu Besichtigungen mit Führungen.
- Das Château de la Bégude stammt aus dem 19. Jahrhundert
- Eine Kirche wurde Anfang des 19. Jahrhunderts errichtet.
- Im Maison du patrimoine kann man Ausstellungsgegenstände und Informationen zur Rosenzucht und zur Rhoneschifffahrt finden.

Das örtliche Fest des Kirchenheiligen findet jährlich am 2. Maisonntag statt.